# 91 هـ
91 هـ هي سنة في التقويم الهجري امتدت مقابلةً في التقويم الميلادي بين سنتي 709 و710.

## وفيات
- سهل بن سعد